# Аделаида Файр
«Аделаида Файр» (англ. Adelaide Fire) — австралийский клуб по хоккею на траве из города Аделаида.

## История
Аделаида Файр создан 17 апреля 2019 года вместе двух команд из Аделаиды, представлявших Южную Австралию в Австралийской хоккейной лиге — мужской «Хотшотс» и женской «Санс».
В том же году мужская и женская команды вошли в составе Hockey One — нового национального турнира, сменившего Австралийскую хоккейную лигу. Этот процесс был сопряжён с финансовыми проблемами: обеспечить сумму, нужную для участия в розыгрыше, клуб смог только после публичного сбора денег.

## Достижения
В 2019 году женская команда «Аделаида Файр» завоевала бронзовую медаль в Hockey One. Нападающий Микаэла Спано с 6 мячами поделила лидерство в гонке снайперов с тремя другими хоккеистками.
Мужская команда заняла последнее, 7-е место, проиграв все 6 матчей.

## Тренеры

### Мужская команда
- С 2019 — Марк Виктори[4]

### Женская команда
- С 2019 — Мелоди Купер[5]

## Стадион
Домашние матчи проводит на поле государственного хоккейного центра в Аделаиде, рассчитанного на 4000 мест (330 из них — постоянные).